# Jusuf Owega

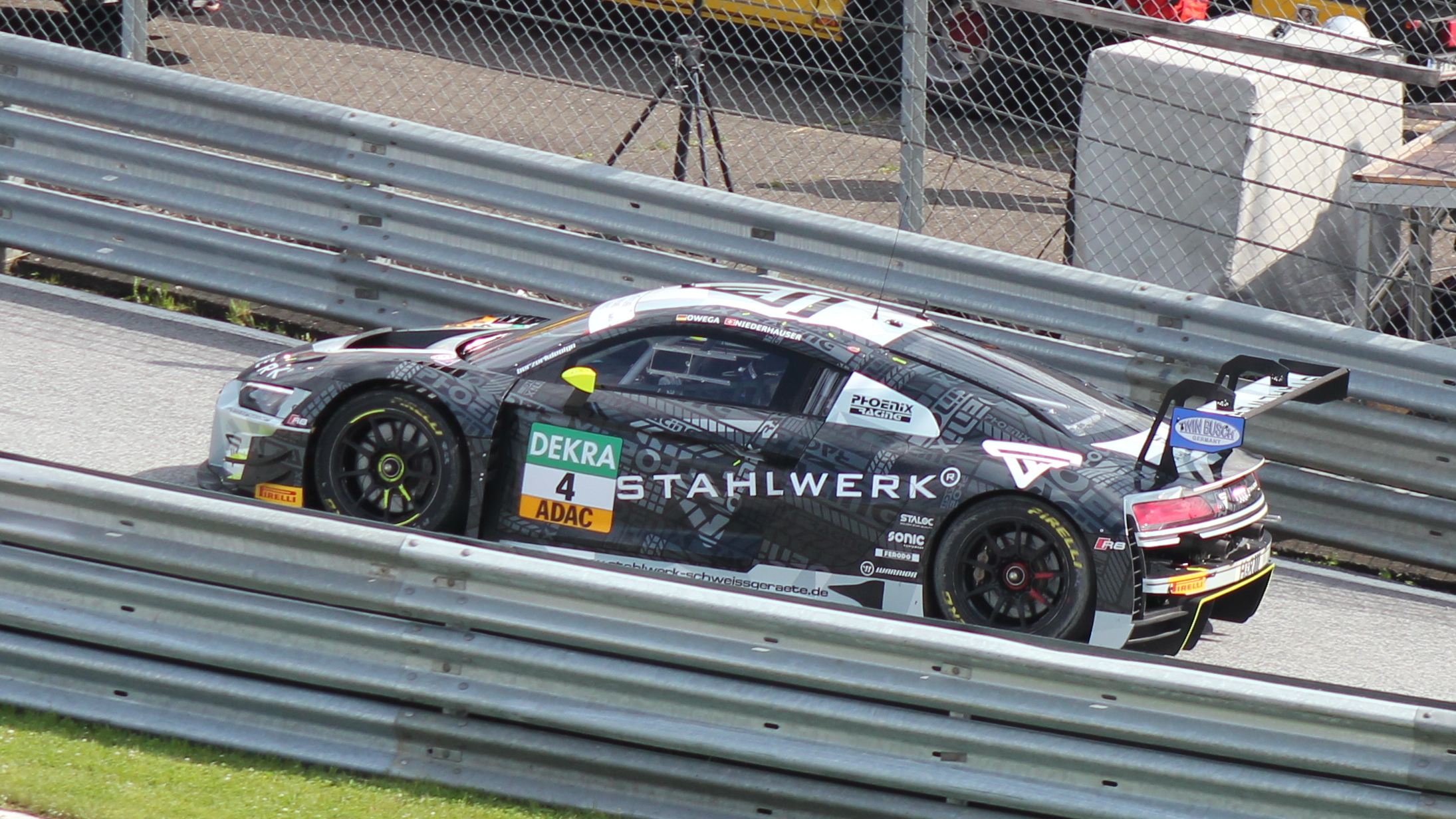
Jusuf Owega bei den GT Masters 2021 in Spielberg, Österreich

Jusuf Owega (* 6. April 2002 in Köln) ist ein  deutscher Automobilrennfahrer. Er fährt ab der Saison 2023 in der DTM.

## Karriere
Jusuf Owega begann 2014 seine Rennfahrerkarriere im Kartsport. Sein bestes Ergebnis war 2016 der 3. Platz in der Meisterschaft.
2018 trat er in der britischen 8 BRDC British F3 Championship an. Sein bestes Ergebnis war ein achter Platz.
2019 trat Jusuf Owega in der ADAC GT4 Germany im Team GetSpeed Performance an. Sein bestes Ergebnis war ein vierter Platz. 2020 bestritt er den GT World Challenge Europe Sprint Cup, dort erreichte er als beste Platzierung einen dritten Platz.
Bei der Nürburgring Langstrecken-Serie im Jahr 2021 erlangte er seine erste Pole-Position und den ersten Sieg in seiner Karriere.

## Statistik

### Karrierestationen
| - 2014–2017: Kartsport - 2018: BRDC British F3 Championship - 2019: ADAC GT4 Germany (3. Platz in der Meisterschaft) - 2020: GT World Challenge Europe Sprint Cup Powered by AWS - Silver Cup (3. Platz in der Meisterschaft) - 2021: Nürburgring Langstrecken-Serie - Production Car V6 up to 3500 ccm class - 2021: Nürburgring Langstrecken-Serie - Production Car VT3 - 2021: Fanatec GT World Challenge Europe Powered by AWS - Sprint Cup - Pro - 2021: ADAC GT Masters (18. Platz in der Meisterschaft) - 2022: Fanatec GT World Challenge Europe powered by AWS Endurance Cup - 2022: ADAC GT Masters (8. Platz in der Meisterschaft) - 2023: DTM |

### Einzelergebnisse

#### FIA-GT3-Europameisterschaft
| Jahr                                | Team                    | Fahrzeug             | Platzierung |
| ----------------------------------- | ----------------------- | -------------------- | ----------- |
| 2021 Nürburgring Langstrecken-Serie | Team Mathol Racing e.V. | Porsche 718 Cayman S | Gesamtsieg  |

#### ADAC GT Masters
| Jahr                 | Team                          | Fahrzeug           | Platzierung              |
| -------------------- | ----------------------------- | ------------------ | ------------------------ |
| 2022 ADAC GT Masters | Montaplast by Land Motorsport | Audi R8 LMS Evo II | 1. Sieg, 2 Podiumsplätze |

#### Nürburgring Langstrecken-Serie
| Jahr | Team                          | Fahrzeug             | Platzierung |
| ---- | ----------------------------- | -------------------- | ----------- |
| 2022 | Montaplast by Land Motorsport | Audi R8 LMS GT3 Evo2 | Platz 1     |